# 左孝臣
左孝臣（1848年—1900年），字敬軒，祖籍四川華陽縣，雲南騰越廳茨竹隘土守備，光緒二十六年正月十四日，緬英軍隊千餘人以勘界為名，侵入我國國境。左孝臣為盡守土之責，集合練弩於甘稗地堵截。雙方血戰竟日。左孝臣身先士卒，與敵肉搏，不幸身中八彈，壯烈犧牲，時年五十二歲。此役我軍陣亡將士共137名，後人為紀念他們的功績，在明光立了《左守備死事碑》。